# 祖尼普韋布洛 (新墨西哥州)
祖尼普韋布洛（英語：Zuni Pueblo）是位於美國新墨西哥州麥金萊縣的普查規定居民點。

## 人口
根據2020年美國人口普查的數據，祖尼普韋布洛的面積為32.69平方千米，皆為陸地。當地共有人口6176人，而人口密度為每平方千米188.93人。